# Teateråret 1984

## Händelser

### September
- 19 september - Skådespelare vid Kungliga Dramatiska Teatern och Stockholms stadsteater beslutar att bojkotta svenska damtidningar under ett års tid, då man anser att kändisarna blir offer för påhittade och kränkande sensationsskriverier.[1]

### November
- 17 november – Anneli Alhanko blir första svenska dansare på Bolsjojteatern, då hon spelar baletten Giselle.[1]

### Okänt datum
- Boulevardteatern i Stockholm startar sin verksamhet.
- Polska Teatr Laboratorium lägger ner verksamheten.

## Priser och utmärkelser
- 16 oktober - O'Neill-stipendiet tilldelas Margaretha Byström[1]
- Thaliapriset tilldelas Margaretha Byström
- Jussi Björlingstipendiet tilldelas operasångerskan Margareta Jonth

## Årets uppsättningar

### Mars
- 3 mars - Charles-Ferdinand Ramuz Historien om en soldat, i regi av Eva Bergman, börjar spelas på Backa Teater i Göteborg.[2]

### Oktober
- 27 oktober - Orkesterversionen av Benny Anderssons och Björn Ulvaeus musikal "Chess" har premiär i London med Tommy Körberg i den manliga huvudrollen [3] och samlar utrikesministrar från 35 stater [4].

### Okänt datum
- Staffan Göthes pjäs Fiskarna på havet har urpremiär
- En anständig och ömklig comoedia av Hjalmar Gullberg